# 청옥로
청옥로(Cheongok-ro)는 경상북도 봉화군 소천면 현동삼거리와 강원특별자치도 삼척시 가곡면 풍곡리 풍곡교 서단을 잇는 도로이다.

## 역사
- 2009년 7월 10일 : 2개 이상 시·도에 걸쳐 있는 도로로 청옥로를 고시[1]

## 주요 경유지
경상북도
- 봉화군 (소천면 · 석포면)

강원특별자치도
- 삼척시 가곡면

## 노선
| 이름                                                           | 접속 노선                                        | 소재지        | 소재지                | 비고                             |
| -------------------------------------------------------------- | ------------------------------------------------ | ------------- | --------------------- | -------------------------------- |
| 현동삼거리                                                     | 소천로                                           | 봉화군        | 소천면                |                                  |
| 고선 교차로                                                    | 국도 제31호선 국도 제35호선 (소천 ~ 도계간 도로) | 봉화군        | 소천면                | 국도 제31, 35호선 구간           |
| 황평 교차로                                                    | 국도 제31호선 국도 제35호선 (소천 ~ 도계간 도로) | 봉화군        | 소천면                | 국도 제31, 35호선 구간           |
| 황평교                                                         | 홍점길                                           | 봉화군        | 소천면                |                                  |
| 백병 교차로                                                    | 국도 제31호선 국도 제35호선 (소천 ~ 도계간 도로) | 봉화군        | 소천면                | 국도 제31, 35호선 구간           |
| 다솔1교 고선1교 고선2교 고선3교                                |                                                  | 봉화군        | 소천면                | 국도 제31, 35호선 구간           |
| 고선터널                                                       |                                                  | 봉화군        | 소천면                | 국도 제31, 35호선 구간 연장 354m |
| 고선4교                                                        |                                                  | 봉화군        | 소천면                | 국도 제31, 35호선 구간           |
| 넛재 교차로                                                    | 국도 제31호선 국도 제35호선 (소천 ~ 도계간 도로) | 봉화군        | 소천면                | 국도 제31, 35호선 구간           |
| 넛재                                                           |                                                  | 봉화군        | 소천면                | 해발 896m                        |
| 넛재                                                           | 석포면                                           | 봉화군        |                       | 해발 896m                        |
| 대현 교차로                                                    | 국도 제31호선 국도 제35호선 (소천 ~ 도계간 도로) | 봉화군        |                       |                                  |
| 대현정류소 대현교 이점교 연화교 태평교                         |                                                  | 봉화군        |                       |                                  |
| 육송정삼거리                                                   | 태백로                                           | 봉화군        | 지방도 제910호선 구간 |                                  |
| 대현교                                                         |                                                  | 봉화군        | 지방도 제910호선 구간 |                                  |
| (석포리)                                                       | 석포로                                           | 봉화군        | 지방도 제910호선 구간 |                                  |
| (석포문화마을)                                                 | 석포로                                           | 봉화군        | 지방도 제910호선 구간 |                                  |
| 골안교 골안2교 골안3교 골안4교 골안5교 골안6교 골안7교 골안8교 |                                                  | 봉화군        | 지방도 제910호선 구간 |                                  |
| 석개재                                                         |                                                  | 봉화군        | 지방도 제910호선 구간 |                                  |
| 삼척시                                                         | 가곡면                                           |               | 지방도 제910호선 구간 |                                  |
| 삼척시                                                         | 가곡면                                           | 풍곡교 송골교 | 지방도 제910호선 구간 |                                  |
| 삼척시                                                         | 가곡면                                           | (풍곡교 서단) | 지방도 제910호선 구간 | 지방도 제416호선 (가곡천로)      |

## 주요 건물 및 시설
- 청옥산자연휴양림 (경상북도 봉화군 석포면 청옥로 1552-163)
- 봉화열목어마을 (구 대현초등학교) (경상북도 봉화군 석포면 청옥로 1893)
- 대현정류소 (경상북도 봉화군 석포면 청옥로 1907-1
- 월암정 (경상북도 봉화군 석포면 청옥로 1964)
- 석포파출소 (경상북도 봉화군 석포면 청옥로 2401)
- 오저초등학교 풍곡분교 (강원특별자치도 삼척시 가곡면 청옥로 4531)
- 풍곡리마을회관 (강원특별자치도 삼척시 가곡면 청옥로 4545)